# Кашамбу (Минас-Жерайс)
Кашамбу (порт. Caxambu) — муниципалитет в Бразилии, входит в штат Минас-Жерайс. Составная часть мезорегиона Юг и юго-запад штата Минас-Жерайс. Входит в экономико-статистический микрорегион Сан-Лоренсу. Население составляет 24 079 человек на 2006 год. Занимает площадь 100,203 км². Плотность населения — 240,3 чел./км².
Праздник города — 16 сентября.

## История
Город основан в 1901 году.

## Статистика
- Валовой внутренний продукт на 2003 год составляет 80 824 701,00 реалов (данные: Бразильский институт географии и статистики).
- Валовой внутренний продукт на душу населения на 2003 год составляет 3486,08 реалов (данные: Бразильский институт географии и статистики).
- Индекс развития человеческого потенциала на 2000 год составляет 0,796 (данные: Программа развития ООН).

## География
Климат местности: горный тропический. В соответствии с классификацией Кёппена, климат относится к категории Cwb.

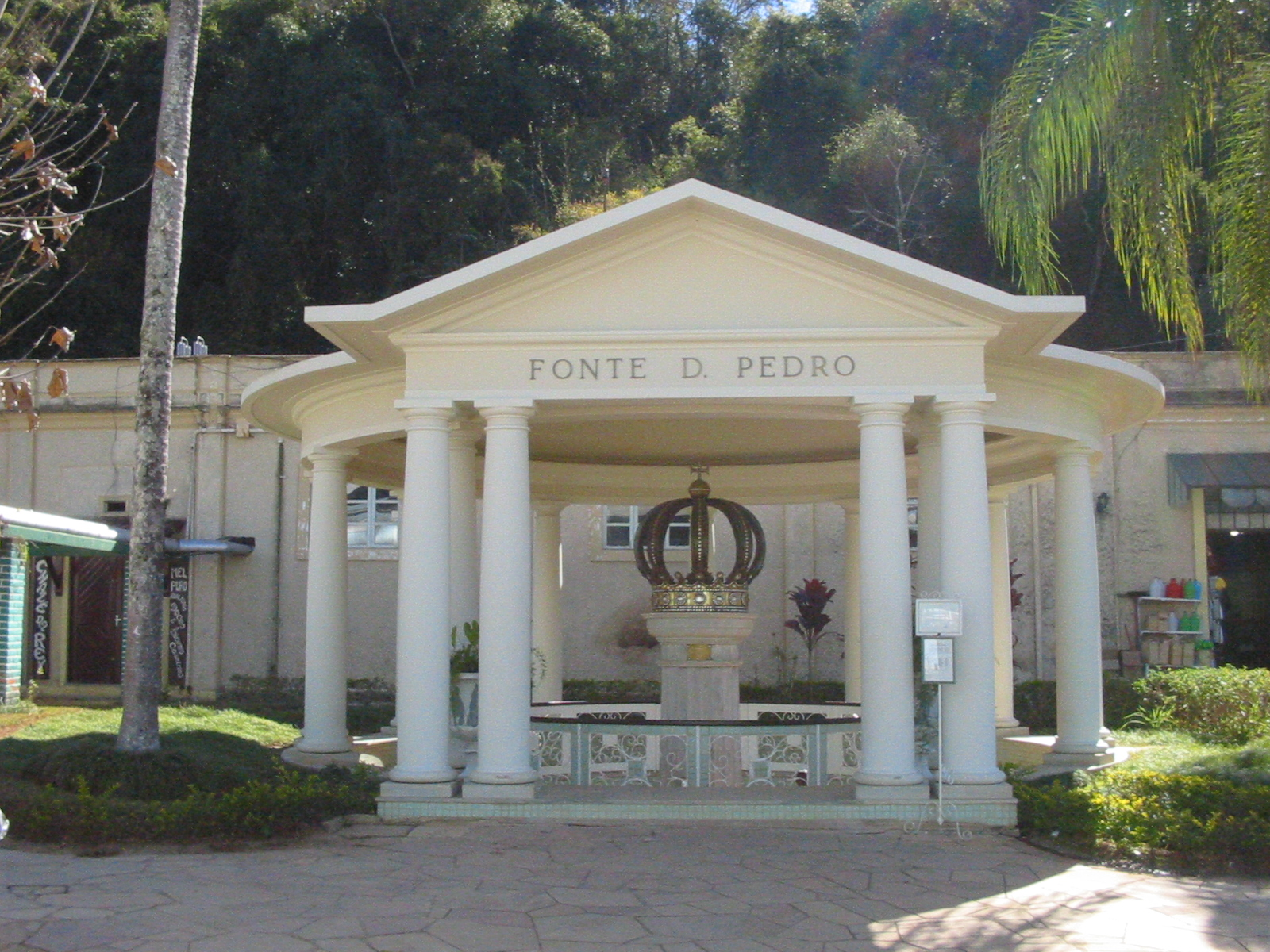

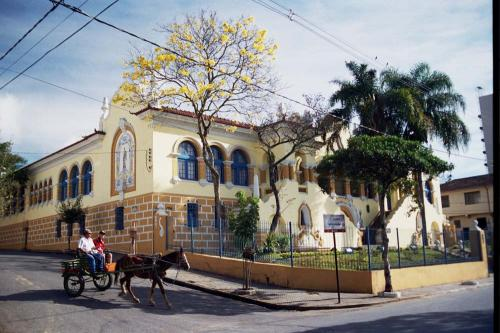